# Натуралізм (філософія)
Натуралізм — світогляд, заснований на уявленні, що все суще є проявом Природи і існує за законами Природи. Вона є найвищим законодавцем для всього сущого.
Натуралізм це погляд на світ, відповідно до якого природа виступає як єдиний універсальний принцип пояснення всього сущого. Ця засада виступає методологічним принципом обґрунтування моральності, пояснення моральності людини і побудови етичних теорій на основі законів природознавства.

## Загальна характеристика
В основі натуралістичного світогляду лежить ідея природної цілісності світу. Виходячи з цієї ідеї, вирішується світоглядна проблема № 1 «Чи є соціальне природним, чи соціальне не є природним?». Визнання соціального природним є фундаментом теорії соціального натуралізму, сформульованої українським вченим О. М. Костенком, зокрема у його праці «Культура і закон — у протидії злу» (2008). Сутність теорії соціального натуралізму полягає у визнанні існування — поряд з фізичною і біологічною природами — також соціальної природи, що існує за своїми, притаманними для неї (відмінними від фізичних і біологічних!) законами — законами соціальної природи. Відповідно до цієї теорії соціум має визнаватися «третьою природою», яка виникає в результаті розвитку двох інших природ — фізичної природи («перша природа») і біологічної природи («друга природа»). У цьому суть так званої «теорії трьох природ», запропонованої О. М. Костенком. Виходячи з ідеї природної цілісності світу, О. М. Костенко формулює основне питання натуралістичної філософії: «Яка роль волі і свідомості людей у світі, що існує за законами Матері-Природи?». Усі соціальні явища мають розглядатися як феномени «третьої природи», що існують за законами цієї природи. А воля і свідомість людей є засобами для того, щоб люди пізнавали закони природи і слідували їм. Звідси випливають концепції «натуралістичної соціології», і зокрема «натуралістичної етики», «натуралістичної юриспруденції», «натуралістичного релігієзнавства», «натуралістичної економіки», «натуралістичної політології» тощо. Теорія соціального натуралізму надає критерій для розрізнення соціальної норми і соціальної патології: — це відповідність чи невідповідність соціальних феноменів, що створюються волею і свідомістю людей, законам соціальної природи.